# Eleni Patrikiou-Kanellopoulou
Eleni Patrikiou-Kanellopoulou

Link zum Bild

Eleni Patrikiou-Kanellopoulou (griechisch Ελένη Πατρικίου-Κανελλοπούλου, * 1901 in Egio; † 1980 in Athen) war ab 1919 die erste griechische Architekturstudentin und ab 1923 die erste akademische Architektin in Griechenland. Durch ihr Engagement erkämpfte sie 1934 die Öffnung der Laufbahnen im Öffentlichen Dienst Griechenlands für Architektinnen.

## Biografie

### Ausbildung
Kanellopoulou mit Kommilitonen 1919

Link zum Bild

Nach dem Tod ihres Vaters und dem Schulabschluss zog sie mit ihrer Schwester und ihrem Bruder zum Studieren nach Athen. Ihr vierjähriges Studium an der im Jahr 1917 gegründeten Architekturschule der Nationalen Technischen Universität Athen (NTUA) bei Alexandros Nikoloudis (Architektur, Kompositionen), Emmanuel Kriezis (Architektur), Nikolaos Asprogerakas (Malerei) und Anastasios Orlandos (Rhythmologie) schloss sie im Jahr 1923 ab. Eleni Patrikiou-Kanellopoulou war damit die erste Studentin und die erste Absolventin der Fakultät für Architektur der NTUA. In den zeitgenössischen Zeitungen wurde über ihren Abschluss positiv berichtet und als neue Errungenschaft gefeiert. Zu ihren Kommilitonen zählen namhafte Architekten der 1930er Jahre in Griechenland wie Koulis Panagiotakos und Patroklos Karantinos.
Zur Einordnung: In den Jahren von 1923 bis 1949 haben lediglich 26 Architektinnen in Griechenland ihren Abschluss gemacht. Anschließend, bis 1955 waren es etwa 40, bis 1960 dann 52, bis 1965 über 170. Nicht in jedem der frühen Jahrgänge gehörten Frauen zu den Studierenden. Anfang der 2020er Jahre lag der Anteil der Studentinnen in Griechenland an den bis dahin auf sieben Architekturschulen angewachsenen Bildungsinstituten bei etwa 80 %.

### Öffentlicher Dienst
Nach ihrem Abschluss und einer kurzen Tätigkeit bei der Firma Τεχνική Εταιρεία Ζαχαρίου (Techniki Eteria Zachariou) von 1923 bis 1924 begann sie ihre Karriere im Öffentlichen Dienst. 1925 wurde sie im Ministerium für öffentliche Verkehrsmittel (später Ministerium für öffentliche Arbeiten) angestellt. Sie arbeitete in verschiedenen Abteilungen. Für eine gleichberechtigte Laufbahn für Frauen im Öffentlichen Dienst musste Eleni Kanellopoulou in den Jahren 1932 bis 1934 kämpfen und eine Entscheidung vor dem Staatsrat herbeiführen. Letztendlich setzte sie die Gleichbehandlung der Geschlechter durch und stieg selbst in der Hierarchie auf. Durch ihre Beharrlichkeit ebnete sie den Weg für andere Frauen, die als hochrangige Beamte nachfolgten.

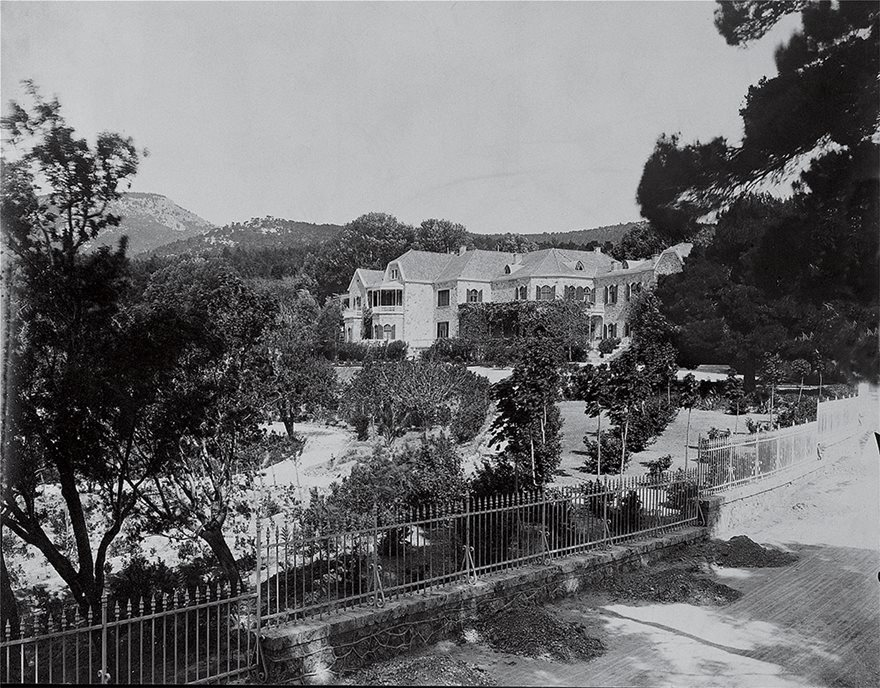
Panorama des Tatoi um 1900

Ihre Tätigkeit in der Entwicklung und Überwachung von Bauprojekten des Ministeriums fand Anerkennung, wie aus einem Dokument von 1947 hervorgeht. Zu den bekannten Werken von Eleni Patrikiou-Kanellopoulou und ihrem Team in den 1930er und 1940er Jahren zählen das Provinzkrankenhaus von Epirus (errichtet 1932–1939), das Philiaton Krankenhaus, Erweiterungen der Psychiatrie von Athen und Erweiterungen für das Hippokrates-Krankenhauses Athen sowie Bauvorhaben in touristischen Zentren. Sie bearbeitete die Methanon-Bäder, die Touristenkioske von Dafniou und Marathon sowie die Bäder von Ägina und führte Restaurierungen am Palast Tatoi durch (1935–1936). Die Neubauten zeichnen sich durch Rationalität und eine gute Einbindung in die Umgebung aus. Die modernen Grundrisse, die abgemilderte Modernität der Fassaden unter Verwendung lokaler Baumaterialien ergaben eine harmonische Architektur.

### Freiberufliche Tätigkeit
Nach ihrem Ausstieg aus dem Öffentlichen Dienst mit 50 Jahren gründete Eleni Patrikiou-Kanellopoulou gemeinsam mit ihrem Mann das Planungsbüro «Τεχνικό Γραφείο Σπύρου και Ελένης Πατρικίου – Μηχανικοί» («Techniko Grafio Spyrou ke Elenis Patrikiou – Mechaniki», „Technisches Büro Spiros und Eleni Patrikiou – Ingenieure“). Sie selbst bearbeitete mit dem Ingenieur Evangelos Rammos die Projekte, während sich ihr Mann um die Verwaltung und Budgetplanung kümmerte. In den 1950er Jahren realisierten sie Wohnhäuser.
Als Unternehmerin war Eleni Patrikiou-Kanellopoulou zuverlässig und entscheidungsfreudig. Sie verkaufte eine kleine Wohnung, zu diesem Zeitpunkt ihr einziges Vermögen, um den Bau des ersten Immobilienobjektes zu finanzieren. Weitere Mehrfamilienhäuser folgten nach dem gleichen System. Geschäfte wurden mit Handschlag abgeschlossen, es wurden die eigenen Entwürfe realisiert und die Details wurden bis hin zu den Möbeln und Reliefen geplant.
Siebenstöckiges Wohnhaus, Patision und Vasileos Heraklion

Link zum Bild

Projekte:
- Fünfstöckiges Wohnhaus, Sonierou und Maizonos, Athen.
- Fünfstöckiges Wohnhaus, Asklipiou 6–8, Athen.
- Fünfstöckiges Wohnhaus, Karneadou 4, Athen.
- Siebenstöckiges Wohnhaus, Patision und Epirou 1, Athen.
- Siebenstöckiges Wohnhaus, Patision und Vasileos Heraklion, Athen.

### Privates
Ihr Ehemann Spyros Patrikiou war Bauingenieur und Direktor des Stadtplanungsamtes von Attikovoiotia. Das Paar hatte eine Tochter, Anna Korkoli-Patrikiou.
Eleni Patrikiou-Kanellopoulou war Gründungsmitglied und Vorstandsmitglied des Verbandes griechischer Wissenschaftlerinnen und der Hellenic Architectural Society. Sie war langjähriges Mitglied des griechischen Roten Kreuzes und beriet Wohltätigkeitsvereine fachlich. Sie starb 1980 im Alter von 79 Jahren.

## Ehrungen
Eleni Patrikiou-Kanellopoulou wurde mit ihren Werken in das digitale Archiv der griechischen Architektinnen 1923–1981 aufgenommen. Im Jahr 2023 wurde ihr Lebenslauf im Rahmen einer Ausstellung zum Internationalen Tag der Frauen im Ingenieurwesen (23. Juni) präsentiert.